# Slavko Perović (političar)
Slavko Perović (Cetinje, FNRJ, 2. avgusta 1954) crnogorski je političar koji je prvi iznio ideju o obnovi nezavisnosti Crne Gore. Utemeljivač je Liberalnog saveza Crne Gore i jedan od njegovih osnivača.

## Porijeklo
Slavkov otac, Vukašin Perović, bio je novinar pred Drugi svjetski rat, saradnik nekoliko ondašnjih listova, komunista po uvjerenju i član pokreta otpora. Poslije rata i književnik koji je objavio pet romana, i poemu Mamajev Kurgan o Staljingradskoj bitci. Slavkova majka Zoraida, rođena Nakićenović, iz Kuta, Zelenika, opština Herceg Novi, bila je domaćica.
Trenutno Slavko Perović živi na Cetinju, oženjen je i ima dvoje djece.

## Biografija
Osnovnu školu i gimnaziju je završio na Cetinju. Diplomirao je na Pravnom fakultetu u Titogradu 1978. godine, a naredne godine u Beogradu je položio sudsko pravosudni ispit i apsolvirao postdiplomski studij na Internacionalnom univerzitetskom centru u Dubrovniku radom na temu Istorija kulture jadranske obale. Inicirao je pokretanje prvog slobodnog omladinskog glasila u Crnoj Gori Mi koje je bilo odmah zabranjeno, već nakon drugog broja. Bio je javni tužilac u rodnom gradu i direktor Državnog arhiva Crne Gore. Osnivač je i osmogodišnji predsjednik Književne opštine Cetinje, posredstvom koje je Cetinju vraćeno mjesto kulturnog centra Crne Gore.

## Politička karijera
Nakon obnove višepartijskog sistema, svoj politički angažman započeo je kao osnivač i predsjednik Izvršnog odbora LSCG 1990. godine, da bi na Prvoj redovnoj skupštini LSCG na Cetinju, 1991. godine, bio izabran za predsjednika stranke. Početkom 1990. bio je aktivan i u Savezu reformskih snaga za Crnu Goru, a 1991. godine predvodiće proteste zbog blokade Dubrovnika od strane JNA. Godine 1996. bio je inicijator koalicije Narodna Sloga, kojom, po njemu, utemeljava puteve pomirenja Srpstva i Crnogorstva u Crnoj Gori, sa ciljem da Crna Gora sa političkih krene ka rješavanju svakodnevnih problema. Nakon majskih izbora 1998. godine i slabog izbornog rezultata od 6.3%, Slavko Perović, podnosi ostavku na svoju dužnost. Nakon toga obavljao je nekoliko funkcija u Liberalnom savezu. Na trećoj redovnoj konferenciji LSCG održanoj u Igalu 1999. godine, izabran je za rizničara Liberalnog saveza Crne Gore, а na vanrednoj konferenciji u Podgorici 2001. izabran je za portparola stranke.
Poslije oktobarskih Parlamentarnih izbora 2002. godine, Slavko Perović se povlači sa funkcija u LSCG, ali ostaje aktivan u politici.

## Spoljašnje veze
- Zvanični sajt LSCG